# Phổ Thuận
Phổ Thuận là một xã thuộc thị xã Đức Phổ, tỉnh Quảng Ngãi, Việt Nam.

## Địa lý
Xã Phổ Thuận nằm ở phía bắc thị xã Đức Phổ, có vị trí địa lý:
- Phía đông giáp phường Phổ Văn và xã Phổ An
- Phía tây giáp xã Phổ Phong
- Phía nam giáp phường Phổ Ninh và xã Phổ Nhơn
- Phía bắc giáp huyện Mộ Đức.

Xã Phổ Thuận có diện tích 14,62 km², dân số năm 2005 là 13.004 người, mật độ dân số đạt 889 người/km².

## Lịch sử
Sau năm 1945, Phổ Thuận là một xã thuộc huyện Đức Phổ.
Từ năm 1954 đến năm 1958, chính quyền Sài Gòn đổi tên xã Phổ Thuận thành xã Phổ Long thuộc quận Đức Phổ. Chính quyền cách mạng vẫn gọi xã Phổ Long là xã Phổ Thuận như cũ.
Sau năm 1975, xã Phổ Thuận thuộc huyện Đức Phổ.
Ngày 1 tháng 2 năm 2020, thành lập thị xã Đức Phổ trên cơ sở toàn bộ diện tích và dân số của huyện Đức Phổ, xã Phổ Thuận thuộc thị xã Đức Phổ.